# مقتل رانيا العايد
كانت رانيا العايد تبلغ من العمر 25 عاماً وأم لثلاثة أطفال عندما قتلها زوجها في يونيو 2013، في سالفورد، مانشستر الكبرى، إنجلترا، في جريمة تندرج ضمن جرائم قتل الزوجة. ووصف كبير مفتشي المباحث في شرطة مانشستر الكبرى (GMP) بيل ريد هذا بأنه جريمة شرف، وذكر الادعاء العام أنها قتلت لسعيها تحقيق الاستقلالية عن زوجها واندماجها في التغريب. ولم يُعَثَّر على رفات رانيا.

## خلفية
نشأت رانيا التي تنحدر من أصل فلسطيني، في مخيمات اللاجئين في سوريا حيث التقت بزوجها أحمد الخطيب، وتزوجته وهي في سن 15 عاماً وقد لوحظ أن الخطيب، الذي كان يعمل حداداً ويكبر رانيا بتسع سنوات، كان عنيفا تجاهها منذ مرحلة مبكرة.
انتقل الزوجان في فبراير 2005، إلى المملكة المتحدة، واستقرا أولا في نورتون، تيسايد، قبل الانتقال إلى مانشستر.
وفقاً لشهادة في محكمة جنايات مانشستر، بعد الانتقال إلى إنجلترا، أصبح الخطيب غيوراً ومتحكماً على رانيا بشكل متزايد وأخضعها لسنوات من العنف المنزلي والجنسي.
في يناير / كانون الثاني 2013، أبلغت الشرطة عنه بتهمة الإيذاء الأسري، وحصلت على أمر عدم تحرش وانتقلت للعيش في نزل للأسر التي بلا مأوى، حيث أعيد تسكينها هي وأطفالها لاحقاً في شيثام هيل، في مارس/ آذار 2013.
بعد الانفصال، أخذت دروس اللغة الإنجليزية في كلية أوبنشو، وكونت صداقات جديدة و"أقبلت" على حياتها الجديدة؛ فيما أقام الخطيب مع عائلته بالقرب من جورتون.
كان للزوجين ثلاثة أطفال، ولدان وفتاة، ولم يمر على انفصالهما سوى بضعة أشهر حين مقتلها، عن عمر يناهز 25 عاما.

## الجريمة والدفن
في 7 يونيو 2013، وبناء على طلب من زوجها الذي انفصلت عنه، ذهبت رانيا إلى منزل شقيق زوجها في سالفورد. ووفقاً للخطيب، كان عليها أن تترك أطفالهما معه لقضاء عطلة نهاية الأسبوع وتناقش خطط رعاية الأطفال.
قبل وصول رانيا، كان شقيق الخطيب مهند قد أرسل زوجته وأطفاله بعيدا عن المنزل، وبعد حوالي 45 دقيقة من وصول رانيا شوهد وهو يغادر المنزل بنفسه، ويأخذ أطفالها معه. غادر الخطيب بعد ذلك بوقت قصير، مرتدياً بعض ملابس رانيا في محاولة لإعطاء الانطباع بأنها تركت المنزل على قيد الحياة. وعند عودته، وضع جثتها في حقيبة، ثم نقلت إلى منزل مهند المتنقل، ومن ثم إلى موقع دفن مجهول.
بعد أن قتل الخطيب رانيا، قام بالوصول إلى حساباتها على مواقع التواصل الاجتماعي وأرسل رسائل إلى عائلتها يتظاهر بأنه هي مدعياً أنها انتقلت إلى تركيا. وأعطى شقيقه مهند هاتفها المحمول لأحد معارفه والذي كان مسافراً إلى تركيا وطلب منه إرسال رسالة نصية باستخدام هاتفها إلى والدها من هناك يخبره فيها بإنها ستتزوج مرة أخرى.
وأبدى أصدقائها قلقهم بشأن سلامة رانيا عندما لم تحضر لقاء معهم في 8 يونيو، ونُقلت هذه المعلومات من شرطة كليفلاند إلى شرطة مانشستر الكبرى في 9 يونيو. ومع ذلك، لم يُتعامل معها رسمياً كشخص مفقود إلا في 2 يوليو، وذلك بعد مكالمة هاتفية من عمها في لبنان.
وقد ادعى الخطيب عند استجوابه في 3 يوليو 2013، أنه لم يرَ رانيا منذ أشهر وأنه يعتقد أنها كانت تعيش في تركيا أو سوريا، لكنه اعتقل وفق الإجراءات الواجبة في 4 يوليو للاشتباه في ارتكابه جريمة قتل، وبعد ذلك بوقت قصير، اتصل شقيقه مهند بالشرطة واعترف بأن رانيا قد ماتت. وادعى أن رفاتها دفنت بالقرب من مكان على امتداد الطريق A19 وقدّم الخطيب رواية مماثلة، مشيراً إلى أنه دفنها بالقرب من الطريق A19 في ثيرسك. شمل البحث عن رفات العايد امتداداً بطول 19 ميلاً من A19 وشارك فيه فريقان من الشرطة وفرق من سلاح المهندسين الملكي وسلاح الجو الملكي، إلى جانب الكلاب البوليسية المتخصصة وعلماء نباتات من الطب الشرعي وعلماء آثار. وأُوقف البحث في سبتمبر 2013، دون تحقيق نجاح.

## المحاكمة والعقاب
حوكم أحمد الخطيب إلى جانب شقيقيه حسين ومهند في محكمة جنايات مانشستر في أبريل/نيسان 2014. وقدم دفاعاً جزئياً عن المسؤولية المنقوصة، مدعياً أنه كان مريضاً عقلياً وقد قتل رانيا دفاعاً عن النفس عندما ظهرت له في صورة "شبح شرير" أو جن. وطيلة المحاكمة، في محاولة لإقناع هيئة المحلفين بأنه مريض، كان يهز رأسه للامام والخلف، ويضربه مراراً وتكراراً بقفص الاتهام وهاجم كلا من المترجم وشقيقه.
ورفض دفاعه وأدين بارتكاب جريمة القتل، وقال القاضي:
قد لا يُعرف كيف قتلت رانيا قط، لكنني أعتقد أنه من المرجح أنك كتمت نفسها أو خنقتها، ولم تظهر أفعالك بعد قتلك رانيا أي ندم- كنت تعتقد أنها تستحق الموت. [...] إن ادعائك السخيف بأنك عندما قتلت رانيا كنت تتصرف دفاعا عن النفس بعد أن رأيتها تتحول إلى شيطان يحاول خنقك كان إهانة أخرى لذكراها ولذكاء هيئة المحلفين.
وقد حُكم عليه بالسجن المؤبد مع حد أدنى لا يقل عن 20 عاماً. بالإضافة إلى أنه أقر بذنبه في "تضليل العدالة" لنقله الجثة بعيدا عن أنظار السلطات.
وحكم ببراءة مهند الخطيب من تهمة القتل. وأقر بذنبه " بتعمد عرقلة سير العدالة". وقد خُفضت عقوبته إلى السجن لمدة ثلاث سنوات لأن المعلومات التي قدمها ساعدت في محاكمة إخوته بنجاح.
وأدين حسين الخطيب بتهمة "تعمد عرقلة سير العدالة" وحكم عليه بالسجن لمدة أربع سنوات.

## التداعيات
كانت قضية رانيا واحدة من ثلاث قضايا في عام 2013 تقع ضمن اختصاص شرطة مانشستر الكبرى والتي قتل فيها ضحية معروفة للعنف المنزلي على أيدي شركائهن.
وقد وجدت اللجنة المستقلة المعنية بالشكاوى ضد الشرطة (IPCC)، التي استغرقت أكثر من أربع سنوات لاستكمال تحقيقها، " مدعاة للقلق الشديد " و"مشكلات عامة متكررة " في الطريقة التي تعاملت بها شرطة مانشستر الكبرى مع حالات العنف المنزلي.
وتبين أن العديد من موظفي شرطة مانشستر الكبرى الذين حُقْق معهم بشأن طريقة تعاملهم مع قضية رانيا من قبل اللجنة المستقلة المعنية بالشكاوى ضد الشرطة قد أظهروا أداء "ضعيفاً" أو "غير مرضٍ". ومع ذلك، لم يتعرض أي منهم لإجراءات تأديبية لسوء التصرف.